# Guégou
Guégou est une localité du sud-ouest du Tchad chef-lieu d'une sous-préfecture de même nom dans le département de Lac Léré.

## Géographie
La localité est située à l’ouest du chef-lieu de département : Léré et du Lac Léré sur la rive sud du Mayo Kébi.

## Administrations
1-Le canton de Guegou compte 18 villages en 2024.
2-sous-préfecture (chef lieu Guegou)
3-commune de Guegou en 2017 avec l'installation de son tout premier Maire BOUNO PORÉ JOËL le 26 janvier 2017.